# Amstel Gold Race 2009
La 44e édition de l'Amstel Gold Race a eu lieu le 19 avril 2009. Disputée sur 257.4 kilomètres entre Maastricht et le Cauberg à Valkenburg, il s'agit de la cinquième épreuve de l'UCI ProTour 2009 et de la neuvième épreuve du Calendrier mondial UCI 2009. Le Russe Serguei Ivanov s'est imposé.
Cependant Christian Pfannberger est disqualifié des courses auxquelles il a participé à partir du 19 mars 2009 après un contrôle positif à l'EPO. Andy Schleck se voit donc attribuer la neuvième place de la course tandis que Christian Knees s'empare de la dixième. De plus tous les autres coureurs classés jusqu'à la vingtième place se voient également gagner un rang, la place de vingtième restant vacante.

## Parcours
Le parcours de cette édition est typique de l'Amstel Gold Race. On retrouve des côtes comme l'Eyserbosweg, le Keutenberg et le Cauberg.

## Récit de la course
Au cours de la course de nombreux coureurs ont tenté de s'échapper. Alors que certaines échappées ont tenu plusieurs kilomètre, tous les cyclistes ont finalement été rejoints. La dernière tentative du Tchèque Roman Kreuziger s'est avérée également infructueuse.
C'est finalement Robert Gesink qui grâce à son démarrage à 10 km de l'arrivée prit une avance importante. Le Néerlandais fut rejoint par Sergueï Ivanov et son compatriote Karsten Kroon un peu plus tard. Le trio s'est présenté dans Fauquemont avec quelques secondes d'avance à peine sur le premier peloton emmené par la Silence-Lotto, pour Philippe Gilbert. Le Cauberg, la dernière côte de la course allait voir la victoire du Russe Ivanov après avoir lâché Gesink et contenu le sprint de Kroon. En 2002, il avait été battu de justesse (photo-finish) par son coéquipier italien Michele Bartoli. C'est la cinquième fois de sa carrière qu'il termine dans le Top 10 de l'Amstel. À 34 ans, il remporte ainsi sa première grande classique.

## Classement final
| Pos. | Coureur               | Équipe           |    | Temps           |
| ---- | --------------------- | ---------------- | -- | --------------- |
| 1.   | Sergueï Ivanov        | Katusha          | en | 6 h 38 min 31 s |
| 2.   | Karsten Kroon         | Saxo Bank        | +  | 0 s             |
| 3.   | Robert Gesink         | Rabobank         |    | 8 s             |
| 4.   | Philippe Gilbert      | Silence-Lotto    |    | 8 s             |
| 5.   | Damiano Cunego        | Lampre-NGC       |    | 8 s             |
| 6.   | Alexandr Kolobnev     | Saxo Bank        |    | 8 s             |
| 7.   | Simon Gerrans         | Cervélo TestTeam |    | 8 s             |
| 8.   | Nick Nuyens           | Rabobank         |    | 8 s             |
| -    | Christian Pfannberger | Katusha          |    | 8 s             |
| 9.   | Andy Schleck          | Saxo Bank        |    | 8 s             |
| 10.  | Christian Knees       | Milram           |    | 8 s             |